# Zaljev Konstantina
Zaljev Konstantina (rus. Залив Константина) je mali zaljev u sjeverozapadnom Ohotskom moru, južno od Šantarskih otoka. To je zapadni ogranak većeg Akademijskog zaljeva na istoku. Zaljev je dugačak oko 7 km, a ulaz mu je širok oko 5 km. Najveća razlike plime i oseke su 3.8 m, a najniže 2,7 m.

## Flora i fauna
Obale zaljeva obrasle su jelom, arišem, borovima, brezama i raznim drugim vrstama drveća. Ptice koriste južni dio zaljeva Konstantina kao usputnu stanicu tijekom ljetne migracije. Najzastupljenija vrsta je prutka sabljarka (Xenus cinereus).

## Povijest
Posjećivali su ga američki i ruski kitolovci koji su lovili grenlandske kitove između 1854. i 1885. godine. Prvi ga je nazvao Taylorov zaljev, po J. Tayloru, kapetanu broda Maria Theresa (330 tona), iz New Bedforda, koji je često posjećivao to područje ranih 1850-ih.